# Água Preta (kommun)
Água Preta är en kommun i Brasilien.   Den ligger i delstaten Pernambuco, i den östra delen av landet, 1 600 km nordost om huvudstaden Brasília. Antalet invånare är 33 046.
Följande samhällen finns i Água Preta:
- Água Preta

Omgivningarna runt Água Preta är en mosaik av jordbruksmark och naturlig växtlighet. Runt Água Preta är det ganska glesbefolkat, med 35 invånare per kvadratkilometer.